# Nuova Cronica
La Nuova Cronica és un llibre escrit per Giovanni Villani sobre la història de Florència. L'obra es divideix en dues parts, la primera abasta des dels inicis dels temps fins a 1246 i la segona des d'aquell moment fins al 1348 dividint els esdeveniments per anys en comptes de fer un relat unificat com s'estilava a les cròniques de l'època. En morir ell, alguns parents van continuar la crònica afegint dates fins al 1363. Cadascuna de les parts consta de sis llibres.
Es considera un treball d'historiografia a cavall entre les convencions medievals (pel paper actiu constant de Déu) i l'edat moderna (ja que considera per primer cop dades objectives com estadístiques per descriure la magnitud dels esdeveniments). Malgrat aquest intent d'exactitud, també incorpora històries que coneix només d'oïdes i que llasten la veracitat del relat.
El manuscrit original es conserva a la Biblioteca Vaticana i va ser copiat diverses vegades a causa del seu èxit. L'obra va influir en autors posteriors, entre ells Leonardo Bruni i Nicolau Maquiavel.

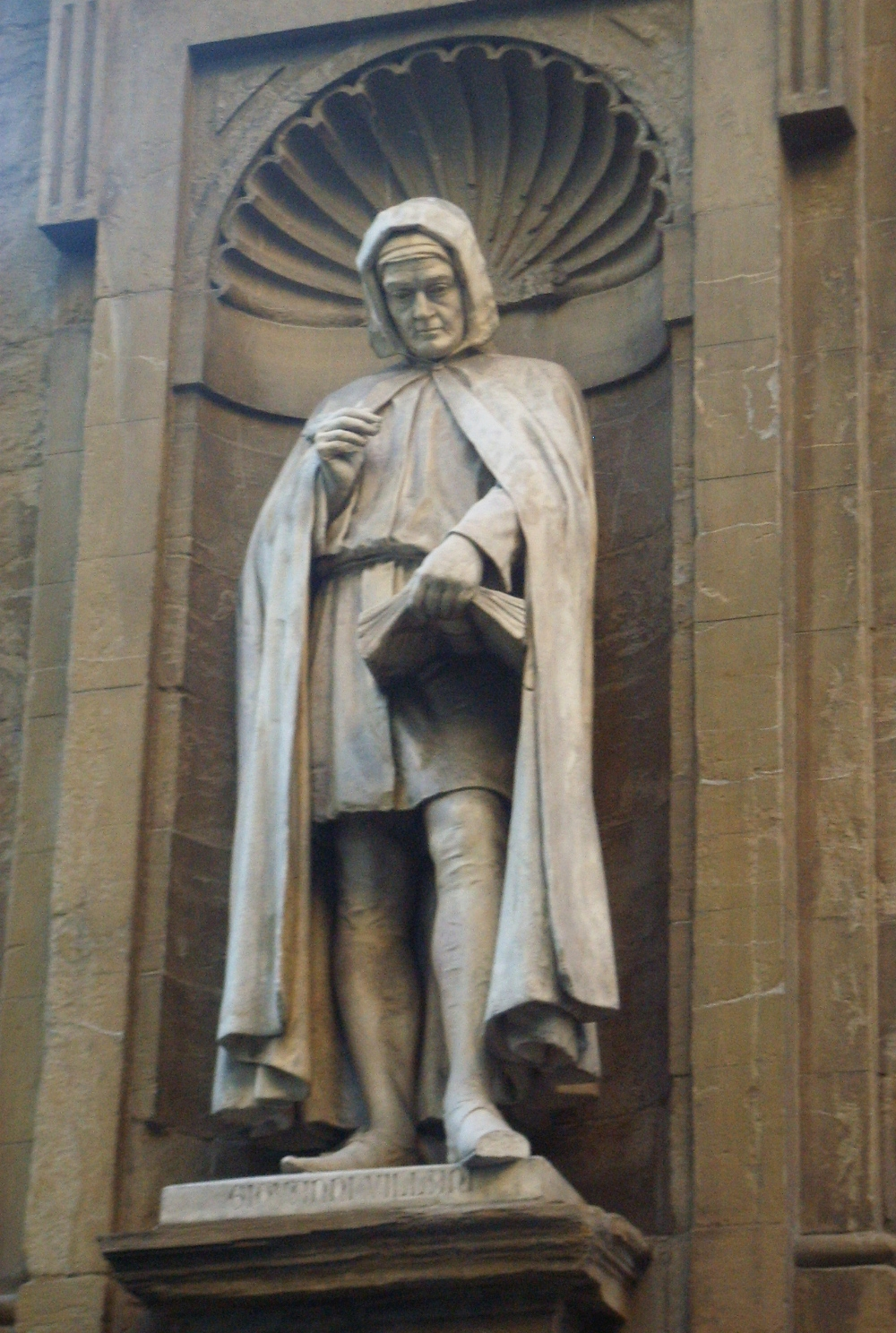
Estàtua dedicada a l'autor

## Esdeveniments destacats
La crònica proporciona descripcions detallades sobre esdeveniments claus en la història del període, entre els quals destaquen els següents:
- La batalla de Montaperti: una de les batalles més rellevants de l'enfrontament entre güelfs i gibel·lins
- La construcció de Santa Maria del Fiore i altres monuments
- La fam que va estendre's per la regió en 1328, que va gairebé arruïnar la banca per tenir cura de tota la gent que arribava a la ciutat
- Els incendis i la inundació dels anys 30, que van canviar part de l'arquitectura florentina
- L'arribada de la pesta negra en 1348 (que va costar la vida al mateix autor)

L'autor descriu amb un estil sense floritures els fets que considera reals i no acostuma a afegir-hi interpretacions personals. Destaca el paper dels governants de la ciutat i dels prohoms més adinerats com els impulsors dels canvis, que ell mateix qualifica d'històrics per al futur de Florència. Al costat d'aquests intents de modernitzar-la, centrats sobretot en el redisseny urbà, les catàstrofes i la pobresa apareixen com les principals amenaces per al desenvolupament florentí. Critica que part de la pobresa és deguda a les extravagàncies dels nobles, que gasten fortunes en capricis en comptes de contribuir al bé comú.
A la crònica aporta dades curoses sobre la riquesa dels comerciants, extensions i costos dels edificis nous, preus dels productes quotidians i evolució de la demografia (comptabilitza 94000 residents abans de l'epidèmia de pesta). Per aquest motiu, el llibre de Villani continua sent una font valuosa per estudiar la història italiana del segle xiv.